# Gros et augmentation
Pour les articles homonymes, voir Augmentation.
 (octobre 2023).
Si vous disposez d'ouvrages ou d'articles de référence ou si vous connaissez des sites web de qualité traitant du thème abordé ici, merci de compléter l'article en donnant les références utiles à sa vérifiabilité et en les liant à la section « Notes et références ».
En France, sous l'Ancien Régime, le gros  (1360) et son augmentation (1663) sont des droits d'Aides sur les marchandises perçus par le roi.
Le gros est établi en 1360, pour la rançon du roi Jean II le Bon, fait prisonnier à la bataille de Poitiers.
Le gros était une taxe du vingtième du prix de vente, l'augmentation était du quart du gros.
Le gros est perçu sur toutes les marchandises, mais à partir de 1668 seulement sur les boissons, les poissons de mer, le bétail à pied fourché et le bois.
Ils sont perçus par affermage.
Ils sont dus dans les généralités d'Amiens, de Châlons, de Paris et Soissons. La Normandie ne paie que l'augmentation.
Les exemptions locales sont nombreuses.